# Wilderness (Brett Anderson)
Wilderness è il secondo album in studio da solista del musicista britannico Brett Anderson, pubblicato nel 2008.

## Tracce
1. A Different Place – 4:12
2. The Empress – 3:39
3. Clowns – 3:03
4. Chinese Whispers – 3:21
5. Blessed – 4:41
6. Funeral Mantra – 2:57
7. Back to You (feat. Emmanuelle Seigner) – 3:14
8. Knife Edge – 3:02
9. P. Marius – 4:37